# Дійорбек Урозбоєв
Дійорбек Урозбоєв (узб. Diyorbek O'rozboev; нар. 17 серпня 1993, Хорезм, Узбекистан) — узбецький дзюдоїст, бронзовий призер Олімпійських ігор 2016 року.

## Біографія
У 2011 році посів третє місце на турнірі "Мастерс Бремен" серед учасників віком до 20 років (U20) та Кубку Європи (U20), а також виграв чемпіонат Азії в Бейруті в тій же віковій категорії. 2012 року був другим на Кубку Міжнародної федерації дзюдо в Ташкенті, третім на чемпіонаті Азії U20, п'ятим на Гран-прі Абу-Дабі та турнірах Великого шолома в Токіо. У 2013 році був третім на Кубку Європи U21 і срібним призером чемпіонату світу в цій же віковій категорії. У 2014 році він був другим на Гран-прі Ташкента, і лише сьомим на турнірі Великого шолома в Баку.
У 2015 році посів друге місце на Відкритому Кубку Європи у Варшаві, третє місце на Гран-прі Тбілісі, Гран-прі Ташкента, турнірі Великого шолома в Абу-Дабі, п'яте місце на Гран-прі Самсуна, турнірі World Masters в Рабаті. На Кубку світу був сьомим.
У 2016 році виграв Гран-прі Тбілісі, був третім на Гран-прі Самсуна, Гран-прі Алма-Ати, турнірі Великого шолома в Баку і сьомим на турнірі World Masters у Гвадалахарі. Того ж року йому вдалося завоювати титул віце-чемпіона Азії.
Виступав на Олімпійських іграх 2016 року в категорії до 60 кілограмів, де боролися 35 дзюдоїстів. Спортсмени були розділені на 4 групи, з яких по чотири дзюдоїсти у чвертьфіналі виходили до півфіналу. Ті, хто програв у чвертьфіналі, зустрічалися у "втішних" сутичках, а потім з травмованими у півфіналі, і саме ці результати визначили бронзових призерів.
У 2021 році виступав у ваговій категорії до 60 кг на Чемпіонаті світу з дзюдо серед чоловіків, що проходив у Досі, Катар.

## Виступи на Олімпіадах
| Олімпіада | Дисципліна | Місце |
| --------- | ---------- | ----- |
| Ріо 2016  | До 60 кг   | 3     |